# De plata (álbum)
De plata es el decimocuarto álbum de estudio realizado por el grupo musical Pandora.  Este álbum representa un regreso a los escenarios musicales latinoamericanos del grupo después de 5 años de haber anunciado su retiro.
El álbum es grabado con orquesta sinfónica y contiene duetos con Kalimba, Noel Schajris, Gian Marco y Mimi e Ilse, del grupo Flans, así como tres temas inéditos y cuatro nuevas versiones de clásicos como "Alguien llena mi lugar", "Sólo él y yo", "Horas" y "Cómo te va mi amor".

## Antecedentes
Después de su álbum de despedida Por eso... Gracias y la finalización de su gira promocional, Isabel, Fernanda y Mayte tuvieron diferentes actividades por separado: Isabel entra al programa Cantando por un sueño como maestra con sus participantes en el 2006 y después entra como conductora en el programa Netas Divinas por Unicable, Fernanda lanza en el 2007 un disco de manera independiente bajo la distribución de la línea de cosméticos Fuller para homenajear a su padre ya fallecido Oscar Meade bajo el título El Ejemplo de mi Padre, en el 2008 entra como juez en el programa El Show de los Sueños y participa en el disco de Filippa Giordano y finalmente Mayte sigue con su logoterapia y entra como asesora de canto en el programa El Show de los Sueños.
También participaron como grupo en prestar sus voces para discos de homenaje como Armando Manzanero y sus Mujeres, Homenaje a Rocío Dúrcal, y en el disco Un Canto a la Cuna producido por Isabel Lascurian, pero siempre familiares, amigos cercanos y medios de comunicación como su propia disquera Sony Music estuvieron insistiendo en que realizarán un nuevo álbum y regresaran a los escenarios musicales.
Fue precisamente en una reunión durante el 2009-2010 que les llegó la nostalgia de que se iban a cumplir los 25 años de la creación del grupo Pandora, al principio estaban interesadas en hacer un concierto en el Auditorio Nacional, con el fin de reunir a sus fanes para celebrar el aniversario del grupo. Su mánager Alejandra las convence aparte del concierto en el Auditorio Nacional de grabar un nuevo CD con su entonces casa disquera Sony Music.
Fue entonces que aceptan la propuesta de su mánager y después de la insistencia constante de su casa disquera Sony Music de que grabarán de nuevo, el grupo decide volver a pisar el escenario juntas una vez más ya que sus fanes habían insistido en su regreso y en que grabaran un nuevo álbum para celebrar sus XXV años de su formación.

## Realización y promoción
Este nuevo álbum, producido por Memo Gil y con arreglos de Mario Santos, contiene temas inéditos de la autoría de Gloria Trevi, Mónica Vélez, José Luis Ortega y Gian Marco, mismos que dejan ver la madurez y calidad vocal de Pandora, la cual se ha mostrado en cada uno de los 16 discos del trío.
"Pandora de plata" está formado por 12 temas: tres canciones inéditas, cuatro versiones de sus clásicos y cuatro duetos, como: "Las mil y una noches", grabada a dueto con Ilse y Mimi del grupo Flans; las nuevas generaciones se involucran a través del tema "Mientras tanto", dueto de Isabel y Gian Marco; otro dueto es "Entra en mi vida" en el cual Fernanda y Noel Schajris hacen una magnífica mancuerna, o "Tocando fondo" de Kalimba con Mayte, así como una nueva versión del tema "La cima del cielo", "Alguien llena mi lugar", "¿Cómo te va mi amor?", "Horas" y "Sólo él y yo".
Para la promoción de este álbum, se planeó una gran gira musical por las principales ciudades de México, Latinoamérica y algunas ciudades de Estados Unidos. El álbum se promociona completo, presentándose oficialmente en el programa Décadas cantando con sinfonía los nuevos arreglos musicales del tema que las hizo famosas "Como te va Mi Amor" y "Tocando fondo" a dueto con Kalimba. 
Mientras tanto en México se empieza a escuchar en las radiodifusoras el tema "Ojala" y por medios de Internet y programas tanto en la Televisión Nacional como en la Televisión de Paga se muestra el videoclip "Ojala" y cantan en vivo los sencillos "Ojala" del autor Gianmarco y "Cosas que nunca te dije" de José Luis Roma. 
El 21 de mayo de 2011, el grupo se presenta en el Auditorio Nacional con lleno total, para celebrar sus 25 años de trayectoria, donde 10 mil personas se convirtieron en un coro que interpretó todos sus éxitos; las cantantes no se olvidaron de un grande de la música en español como Emmanuel, a quien le rindieron tributo con un popurrí con los temas preferidos de las tres como 'Enséñame', 'Pobre diablo' y 'Bella'.  La velada contó con la presencia de talentosos de la música como el peruano Gianmarco y Kalimba, Noel Schajris y también con Ilse y Mimí del grupo Flans.

## Recepción y premios
El álbum se convirtió en disco de oro por más de 30,000 copias ya colocadas; durante la sección de Espectáculos de noticiero Primero Noticias se les entregó el disco de oro y después esta producción se convirtió para mitades de 2011 en disco de platino más oro que fue entregado el disco de platino más oro en el programa Pequeños Gigantes y a finales de año doble disco de platino por ventas de más de 120,000 copias en México.
El 2 de abril de 11 el álbum ingresa a la lista de los Latin Pop Albums de la revista Billboard ubicándose en la posición N°17 por una semana
, el 30 del mismo mes "Ojala" ingresa a la lista de los México Pop Español Airplay quedando en el puesto N°37 por 15 semanas y el 27 de agosto ingresa "Cosas que nunca te dije" en el puesto N°25 por 17 semanas
.

## Videos
El video promocional fue grabado en el estudio de Memo Gil simulando un día de grabación normal.
- Ojalá.

## Lista de canciones
| De plata |                                                  |                                                   |          |  |
| N.º      | Título                                           | Escritor(es)                                      | Duración |  |
| 1.       | «Mientras tanto (con Gian Marco)»                | Gian Marco                                        | 3:36     |  |
| 2.       | «Rota»                                           | Gloria de los Ángeles Treviño / Mónica Vélez      | 4:07     |  |
| 3.       | «Entra en mi vida (con Noel Schajris)»           | Leonel García / Noel Schajris                     | 4:19     |  |
| 4.       | «Alguien llena mi lugar (vers. 2010)»            | Hernaldo Zúñiga                                   | 4:27     |  |
| 5.       | «Ojalá»                                          | Gian Marco                                        | 3:39     |  |
| 6.       | «Cosas que nunca te dije»                        | José Luis Ortega                                  | 3:47     |  |
| 7.       | «Sólo él y yo (vers. 2010)»                      | Hernaldo Zúñiga                                   | 4:11     |  |
| 8.       | «Las mil y una noches (con Ilse y Mimi (Flans))» | Pablo Pinilla                                     | 4:14     |  |
| 9.       | «Tocando fondo (con Kalimba)»                    | Mario Domm / Erik Guecha                          | 4:32     |  |
| 10.      | «Horas (vers. 2010)»                             | Kiko Campos / Fernando Riba                       | 4:13     |  |
| 11.      | «La cima del cielo»                              | Pablo Manavello / Héctor Eduardo Reglero Montaner | 4:27     |  |
| 12.      | «Cómo te va mi amor (vers. 2010)»                | Hernaldo Zúñiga                                   | 4:23     |  |